# 山梨県出身の人物一覧
山梨県出身の人物一覧（やまなしけんしゅっしんのじんぶついちらん）は、Wikipedia日本語版に記事が存在する山梨県出身の人物の一覧表である。

## 公人

### 政治家

#### 国会議員・閣僚
- 赤池誠章（参議院議員、元衆議院議員）
- 石橋湛山（第55代内閣総理大臣、第9代郵政大臣、第12-14代通商産業大臣、第50代大蔵大臣、元衆議院議員、元神奈川県鎌倉町会議員、第2代自由民主党総裁）：出生地は東京
- 小沢鋭仁（第13・14代環境大臣、元衆議院議員）
- 河西豊太郎（元衆議院議員）
- 金丸信（元副総理兼民間活力導入担当大臣、第35代防衛庁長官、第3代国土庁長官、第34代建設大臣、元衆議院議員）：南アルプス市
- 輿石東（第30代参議院副議長、元参議院議員、元衆議院議員、民主党幹事長、参議院議員会長）
- 後藤斎（公選第18代山梨県知事、元衆議院議員）
- 田邊七六（元衆議院議員、元立憲政友会革新同盟幹事長）
- 中尾栄一（第63代建設大臣、第54代通商産業大臣、第38代経済企画庁長官、元衆議院議員）
- 中島克仁（衆議院議員）
- 堀内光雄（第62代通商産業大臣、第52代労働大臣、元衆議院議員 / 実業家・元富士急行会長）：東八代郡御坂町（現笛吹市）
- 堀内詔子（堀内光雄の義娘、衆議院議員、元ワクチン接種推進担当大臣）：東八代郡石和町（現笛吹市）
- 八代英太（第65・66代郵政大臣、元衆議院議員、元参議院議員）：東八代郡八代町（現笛吹市）
- 米長晴信（元参議院議員、元フジテレビ記者）：南巨摩郡増穂町（現富士川町）
- 永井学（参議院議員、元山梨県議会議員）

#### 首長
- 桑原幹根（官選38・公選2-7代愛知県知事）：南都留郡明見村（現富士吉田市）
- 望月幹也（山梨県身延町長）：身延町
- 山下真（公選第21代奈良県知事）：山梨市

### 官僚
- 淡野博久（国土交通省住宅局長）
- 奈良武衛（高松国税局長）

### 軍人・自衛隊

#### 陸軍・陸上自衛隊
- 浅川敏靖（陸軍中将）：北杜市
- 田村怡与造（陸軍中将）: 笛吹市
- 田村沖之甫 （陸軍中将）：笛吹市
- 田村守衛 （陸軍中将）: 笛吹市
- 田村義冨 （陸軍中将）：笛吹市
- 中沢三夫（陸軍中将）：笛吹市
- 山崎幸二（陸上自衛隊陸将、第6代統合幕僚長、第36代陸上幕僚長、第36代北部方面総監）：西桂町
- 山崎保代（陸軍中将）：都留市

#### 海軍・海上自衛隊
- 塚原二四三（海軍大将）：南アルプス市
- 平井昌平（海軍少将）

## 文化人

### 学者
- 網野善彦（日本中世史、日本海民史）
- 今村都南雄（政治学者、行政学）
- 大村智（有機化学者）ノーベル生理学・医学賞：北巨摩郡神山村（現韮崎市）
- 尾形守（神学者）
- 久保川達也（統計学者）
- 笹本正治（日本中世史、近世史）
- 増尾伸一郎（歴史学者、東アジア文化史）
- 篠原登（科学者）北巨摩郡明野村（現北杜市）
- 柴辻俊六（史学、古文書学）
- 佐藤良明（アメリカ文学）
- 遠山正瑛（農学）
- 井上真（林学・環境社会学）
- 中沢新一（宗教・哲学）
- 中村誠一（考古学）
- 松村恵司（考古学）[1]
- 矢崎源九郎（言語学者、翻訳家）
- 矢崎光圀（法学）
- 中沢正隆（工学）
- 前嶋信次（イスラーム史、東洋史）
- 源由理子（政策評価）
- 宮田律（イスラム地域の政治・国際関係）
- 堀内勝（アラブ文学）
- 鶴田清司（教育方法論、国語科教育学）
- 渡邊賢司（工学者）

### 画家
- 武田信廉（武人画家）
- 幽斎年章（中沢年章、浮世絵師）
- 近藤浩一路（日本画家）
- 望月春江（日本画家）
- 野田修一郎（日本画家）
- のむら清六（日本画家）
- 石井精一（洋画家）
- 小林一枝（洋画家）
- 桑原福保（洋画家）
- 辻葦夫（洋画家）
- 増田誠（洋画家）
- 名取春仙（版画家）
- 萩原英雄（版画家）
- 深沢幸雄（版画家）
- 河内成幸（版画家）
- 進藤章
- 高森龍夫（挿絵画家）
- 高山良策（前衛画家）

### 写真家
- 白簱史朗（富士山）
- 渡辺達生

### 彫刻家
- 高芙蓉（篆刻家）
- 星野敦

### 建築家
- 内藤多仲（建築構造学、特にその中の耐震構造。東京タワーなど多数の鉄塔を建設し、「塔博士」と呼ばれた）
- 保坂猛（建築家、早稲田大学芸術学校准教授、第24回JIA新人賞、代表作「ほうとう不動」「LOVE2HOUSE」）

### デザイナー
- 深澤直人
- 柴田文江

### 作家
- 相田隆太郎（1899年 - 1987年） - 評論家・農民文学者
- 秋山瑞人 (1971年 - ) - 第34回星雲賞短編部門受賞
- 淺川継太 (1979年 - ) - 第53回群像新人文学賞受賞 ：山梨市
- 飯野文彦 (1961年 - ) - SF・ライトノベル作家
- 石原文雄（1900年 - 1971年） - 農民文学社 :市川大門町
- 小尾十三（1908年 - 1979年） - 作家・教師。第19回芥川賞受賞。
- 神永学 (1974年 - ) ミステリー作家 : 南巨摩郡増穂町
- 木々高太郎（1897年 - 1969年） - 作家（探偵小説家）・大脳生理学者。
- 熊王徳平（1906年 - 1991年） - 農民文学者
- 瀬川コウ（1992年 - ） - 小説家、推理作家
- 谷口由美子  (1949年 - )  - 翻訳家 ：甲府市
- 檀一雄：(1912年 - 1976年) - 第24回直木賞受賞 :谷村町
- 辻村深月（1980年 - ） - 第147回直木賞受賞 ：笛吹市
- 中村星湖（1884年 - 1974年） - 文学者 :河口村
- 林真理子（1954年 - ） - 第94回直木賞受賞
- 深沢七郎：(1914年 - 1987年) - 第1回中央公論新人賞受賞  :石和町
- 前田晁（1879年‐1961年）：山梨市
- 山田隆司  (1954年 - )  - 脚本家
- 山本周五郎 （1903年 - 1967年）：北都留郡初狩村
- 江宮隆之 (1948年 - ) - 歴史小説作家
- 土橋治重 (1909年 - 1993年) - 詩人 第25回日本詩人クラブ賞受賞
- 李良枝 (1955年 -)：第100回芥川賞受賞：西桂町

### 漫画家
- 内田善美
- 大谷アキラ
- 岡田晟
- 川崎苑子
- 倉金章介
- 小林治雄
- サンカクヘッド
- 鈴ノ木ユウ:『コウノドリ』作者
- すもと亜夢
- 武内直子:『美少女戦士セーラームーン』作者
- 林原ひかり
- 速水翼
- 山本鈴美香:『エースをねらえ!』作者
- 吉沢やすみ:『ど根性ガエル』作者、山梨市
- よだひでき
- 二宮博彦

### 映画監督
- 成島出：甲府市
- 清水厚
- 増村保造
- 富田克也
- 赤羽博
- 中村大哉
- 矢崎仁司:鰍沢町
- 青柳拓

### 映像監督
- コヤマタイガ（ミュージックビデオ ディレクター）

### アニメーション制作関係者
- うえだひでひと（アニメ監督）
- 奥脇雅晴（アニメ監督）
- 小島正幸（アニメ監督）
- なかむらたかし（アニメ監督）
- 山田隆司（アニメ脚本家）

### 俳人・歌人・詩人
- 堀内柳南（俳人・教育者）
- 山口素堂（俳人・中国文学研究者）
- 飯田蛇笏（俳人、俳誌『雲母』主宰
- 石原舟月（俳人）
- 山崎方代（右左口村、歌人）
- 飯田龍太（俳人、『雲母』）
- 石原八束（俳人）
- 福田甲子雄（俳人）
- 望月たけし（俳人）
- 日原傳（俳人・中国文学研究者）
- 覚和歌子（山梨市、作詞家・詩人）
- 権藤はなよ （童話作家・童謡詩人）代表作「たなばたさま」。
- 保阪嘉内 （詩人）　宮沢賢治と親交があった。
- 剣持洋子（俳人、『雲母』)

### 歌人
- 三井甲之

### 音楽の演奏家・関係者
- 中村紘子（ピアノ）
- 千葉純子（ヴァイオリン）
- 平野忠彦（バリトン歌手）甲府市生まれ。
- 川上洋司（テノール歌手）
- 長谷部雅彦（作曲家）：甲府市
- 宮川慎一郎（作曲家）
- Carlos K.（作曲家）：北杜市
- 池田明良（バリトン歌手）
- 小林一男（テノール歌手）

### 登山家
- 天野和明：大和村（現甲州市）
- 加藤慶信：南アルプス市
- 渡辺玉枝：富士河口湖町

### 教育者
- 手塚義明（旧制三条中学校校長、作詞家、日本赤十字社副参事）
- 日向誉夫:（元山梨県教育委員会教育長）大月市初狩町
- 堀内政三:（教育者、巣鴨中学校・高等学校第4代学校長）

## 芸能人

### ミュージシャン
- 雨宮奈緒：笛吹市
- 岸本勇太（龍雅-Ryoga-）
- 清田まなみ：北杜市（旧・長坂町）
- サンプラザ中野くん（爆風スランプ）：甲府市
- しゅうた（イロクイ。）
- 伸太郎：甲府市
- 志村正彦（フジファブリック）：富士吉田市
- 福嶋孝顕（津軽三味線奏者）：笛吹市
- 前田タクヤ（和太鼓奏者）：笛吹市
- はっとり（マカロニえんぴつ）：中央市
- レミオロメン：笛吹市
- ARIA ASIA（ヴァイオリニスト）：笛吹市
- OUTLAW：南アルプス市
- Qwai：甲府市
- SAIKI（BAND-MAID）
- KAZUMA（SPiCYSOL）：中央市
- 宮沢和史（THE BOOM）：甲府市
- 小林孝至（THE BOOM）：甲府市
- 山川浩正（THE BOOM）：甲府市
- 吉良知彦（ZABADAK）：北杜市
- syudou（ボカロP）
- 林久悦（ドラマー）：山梨市
- 林由恭（ベーシスト）：山梨市
- 田原俊彦：甲府市
- 水越けいこ：南都留郡道志村
- 石原慎一：甲府市
- 森進一：甲府市
- 統乃さゆみ：甲府市
- erica：北杜市
- 斉藤花耶：南アルプス市
- 荒井麻珠（Little Glee Monster）：富士吉田市

### 俳優
- 岡宏明：笛吹市
- 青山金太郎
- 板垣李光人
- 市瀬秀和：市川三郷町
- 奥山眞佐子：甲府市
- 柏原崇：甲府市
- 柏原収史：甲府市
- 剛たつひと：甲府市
- 小林涼：甲斐市
- 小松菜奈：北杜市（出生及び所属事務所掲載の出身地は東京都）
- 鈴木秀
- 佐野史郎：山梨市
- 品川隆二：都留市
- 志村要
- 白須慶子：都留市
- 菅田俊：富士吉田市
- 高橋紀子：甲府市
- 土屋佑壱：南アルプス市
- 土屋嘉男：甲州市（旧・塩山町）
- 筒井真理子：甲府市
- 名古屋章：甲府市
- 根津甚八：都留市
- 野本かりあ：富士吉田市
- 廣瀬友祐：北杜市（出生は東京都）
- 廣瀬響乃：甲府市
- 深沢さやか：南アルプス市
- 三浦友和：甲州市
- miko
- 溝呂木賢
- 宮下タケル
- 吉岡慈夢：山梨市

### 落語家
- 柳家つば女（（社）落語協会所属）：南都留郡
- 三遊亭小遊三（（社）現落語芸術協会参事）：大月市。※ただし生まれは神奈川県横浜市
- 古今亭寿輔：（（社）落語芸術協会所属）：甲府市。
- 林家正雀：（（社）落語協会所属）：大月市。
- 三遊亭圓龍：（（社）落語協会所属）北杜市。
- 春風亭弁橋：韮崎市

### タレント
- 相川聖奈：甲斐市
- 宇恵さやか
- 太田真希
- 大原優一（ダンビラムーチョ）：甲府市
- 河合美果
- 郷美寿梨：中央市
- コネオ・インターナショナル：富士吉田市 ※引退
- 酒井治美
- 坂本ちゃん：甲州市
- サツマカワRPG：甲府市
- 嶋佐和也（ニューヨーク）：富士吉田市
- 中野なかるてぃん（ナイチンゲールダンス）：中巨摩郡（昭和町）
- エアコンぶんぶんお姉さん：笛吹市
- 細田羅夢
- 堀川美加子 ※引退
- マキタスポーツ
- 宮下みらい（第12回『ニコラモデルオーディション』グランプリ） ※引退
- 矢作兼（おぎやはぎ）：富士吉田市生まれ。東京都豊島区で育つ。
- MINAMI（TikToker）

### アイドル
- 荻野可鈴（元夢みるアドレセンス）
- 河西結心（つばきファクトリー）
- 椎名桜月（22/7）
- 塩川莉世（元転校少女歌撃団、現SWEET STEADY）
- 世梨沢伊織（元EUPHORIA）
- NUU　(シンデレラ宣言!)
- RINA （シンデレラ宣言!）
- 藤咲雫　(イケてるハーツ)：南アルプス市
- 双葉苗（妄想キャリブレーション）
- 星愛奈（スチームガールズ）
- 星乃美慧
- 水萌みず
- 佐野文哉（OWV）
- 田中笑太郎（DXTEEN）
- 山下永玖（ONE N' ONLY）
- 紫陽花ふぐ  (蒼穹アンブレラ)
- 左伴彩佳（元AKB48）：富士吉田市
- 鈴木佑捺（乃木坂46）
- 北澤苺（STU48）

### 声優
- 井上真樹夫
- 絵森彩（Liella!）
- おまたかな：大月市
- 金丸淳一：甲府市
- 銀河万丈：甲府市
- 窪田等
- 河野ひより
- 斉藤壮馬：甲府市
- 志村由美（引退）
- 静木亜美
- 清水一貴
- 白倉麻子
- 鈴木秀香
- 互野ちひろ
- 高森奈津美：甲府市
- 舘林和美
- 田中総一郎
- つるたきみこ
- 長嶋はるか
- 花輪英司
- 星谷美緒[2]
- 前田昌明
- 三澤紗千香
- 森嵜美穂
- 諸角憲一

### モデル
- 小口桃子
- 河西美希：笛吹市
- 小松菜奈：北杜市（出生及び所属事務所掲載の出身地は東京都）
- 鈴木秀
- 雨宮由乙花（eggモデル）
- 雨宮未苺
- 小泉のん (Popteenモデル)

### アダルトタレント
- 五条恋
- 柏木こなつ
- 竹田ゆめ（南アルプス市）
- 本庄鈴
- 末広純

## スポーツ選手

### 力士
- 大乃花武虎（元前頭）
- 勝武士幹士（三段目）：甲府市
- 富士櫻栄守（元関脇、元中村親方）：甲府市
- 富士錦猛光（元小結、元高砂親方）
- 竜電剛至：甲府市

### サッカー
- 石原克哉（ヴァンフォーレ甲府アンバサダー）：韮崎市
- 今津佑太（サガン鳥栖）：南アルプス市
- 入間川景太（FC OK’DELESUN）：富士吉田市
- 大柴克友（元ベガルタ仙台）
- 大柴健二（元横浜FC）：甲府市
- 太田修介（アルビレックス新潟）：甲府市
- 柏好文（ヴァンフォーレ甲府）：南巨摩郡増穂町（現富士川町）
- 唐澤大夢（元ヴァンフォーレ甲府）：甲府市
- 川崎颯太（京都サンガF.C.）：甲府市
- 寄特直人（元SC相模原）：甲府市
- 清雲栄純（元サッカー日本代表）：塩山市（現甲州市）
- 桐畑和繁（元柏レイソル）：甲府市
- 小池悠貴（元ヴァンフォーレ甲府）：笛吹市
- 小林慎二（元横浜F・マリノスヘッドコーチ）：
- 篠田善之（南通支雲足球倶楽部監督）：甲府市
- 末木裕也（カターレ富山）：笛吹市
- 鈴木政一（ジュビロ磐田元監督）
- 谷尾隆博（藤枝市役所）
- 塚田雄二（セレッソ大阪元監督）
- 鶴見智美（元ヴァンフォーレ甲府）：甲府市
- 中田英寿（元サッカー日本代表）：甲府市
- 仲田歩夢（大宮アルディージャVENTUS） ：山梨市
- 長沼洋一（浦和レッドダイヤモンズ） ：甲府市
- 長谷川悠（シドニー・オリンピックFC）：南巨摩郡増穂町
- 羽中田昌（奈良クラブ元監督）：甲府市
- 平出涼（アトレチコ鈴鹿クラブ）:甲斐市
- 平嶋裕輔（カマタマーレ讃岐GKコーチ）
- 深井正樹（元SC相模原）：南巨摩郡増穂町
- 藤本寛也（ジル・ヴィセンテ）：西桂町
- 堀井岳也（ヴァンフォーレ甲府アシスタントコーチ）：甲府市
- 堀米勇輝（サガン鳥栖）：甲府市
- 宮沢正史（FC東京コーチ）：甲府市
- 若杉好輝（ブリオベッカ浦安）：山梨市
- ファンウェルメスケルケン際（川崎フロンターレ）：北杜市
- 小林岩魚（ヴァンフォーレ甲府）：甲府市
- 須貝英大（京都サンガF.C.）：中央市

### ラグビー
- 雨宮俊介（元東芝ブレイブルーパス）
- 網野正大（元NECグリーンロケッツ）
- 有賀健：甲州市
- 有賀剛（サントリーサンゴリアス）：甲州市
- 飯沼蓮（明治大学ラグビー部）：山梨市
- 内田啓太（クボタスピアーズ）：甲州市
- 梶原宏之（元東芝府中ブレイブルーパス）：甲州市
- 加藤圭太（ヤマハ発動機ジュビロ）：都留市
- 河野好光（元リコーブラックラムズ）
- 窪田幸一郎（NECグリーンロケッツ）：笛吹市
- 小泉和也（元神戸製鋼コベルコスティーラーズ）：甲州市
- 小嶋大士（浦安D-Rocks）：甲州市
- 後藤輝也（NECグリーンロケッツ）
- 佐藤穣司（トヨタ自動車ヴェルブリッツ）
- 鶴田桂樹
- 鶴田諒（NTTコミュニケーションズシャイニングアークス）：山梨市
- 早野貴大（元サントリーサンゴリアス）
- 日原大介
- 藤原優（元早稲田大学ラグビー蹴球部）：笛吹市
- 古屋孝広（元ホンダヒート）
- 前島利明（NECグリーンロケッツ）
- 茂手木亮（日野レッドドルフィンズ）
- 渡邊昌紀（リコーブラックラムズ）：富士河口湖町
- 渡邉弐貴（ホンダヒート）：西桂町

### プロレスラー
- 井上雅央：中巨摩郡
- 遠藤美月：北巨摩郡　LLPW元代表取締役社長
- 金丸義信：甲府市
- 太田一平：甲府市
- 鷹木信悟：中巨摩郡
- ミノリータ：甲州市
- ジャンボ鶴田：山梨市
- 武藤敬司：富士吉田市
- セッド・ジニアス：上九一色村

### 格闘技
- 大石代悟（空手家）
- 山崎照朝（武道家・空手家・キックボクサー・格闘技評論家）：東山梨郡大和村（現在の甲州市）
- 長谷川伸一 (空手家)：中富町
- 和田竜光 (総合格闘家)：南アルプス市
- 渡辺純一 (プロボクサー、元日本スーパー・バンタム級王者)：西八代郡上九一色村（旧地名)
- 渡辺大介（総合格闘家）：都留市
- 芦澤竜誠 (キックボクサー)：南アルプス市

### 野球
- 芦沢真矢（元ヤクルトスワローズ）：南アルプス市
- 雨宮敬（新潟アルビレックスBC）
- 井出竜也（福岡ソフトバンクホークスコーチ、元日本ハムファイターズ、読売ジャイアンツ）：富士河口湖町
- 伊藤史生（元千葉ロッテマリーンズ）
- 大島崇行（元広島東洋カープ）
- 風間球打　(福岡ソフトバンクホークス)：甲州市
- 梶本隆夫（元阪急ブレーブス）：甲府市
- 木村一喜（元広島東洋カープ、東北楽天ゴールデンイーグルス）：北杜市
- 久慈照嘉（阪神タイガースコーチ、元中日ドラゴンズ）：甲府市
- 五島裕二（元オリックス・バファローズ）
- 近藤満（元中日ドラゴンズ）
- 小林雅英（千葉ロッテマリーンズコーチ、元読売ジャイアンツ、オリックス・バファローズ）：大月市
- 杉田勇（元広島東洋カープ、福岡ダイエーホークス）：都留市
- 田辺徳雄（前埼玉西武ライオンズ監督、元読売ジャイアンツ）：富士吉田市
- 玉山健太（元広島東洋カープ）
- 辻俊哉（元千葉ロッテマリーンズ、オリックス・バファローズ）
- 鶴田泰（元中日ドラゴンズ、広島東洋カープ）：塩山市
- 中込伸（元阪神タイガース）
- 中沢伸二（元阪急ブレーブス）
- 中込陽翔（東北楽天ゴールデンイーグルス）：南巨摩郡鰍沢町（現：富士川町）
- 仲澤広基（元読売ジャイアンツ、東北楽天ゴールデンイーグルス）
- 名取和彦（元南海ホークス、西武ライオンズ）
- 奈良不二也（元阪急ブレーブス）
- 成瀬智（高校野球指導者）：北杜市
- 西川拓喜（元オリックス・バファローズ）
- 西村一孔（元阪神タイガース）
- 西村公一（元阪神タイガース）
- 深沢和帆（元読売ジャイアンツ）
- 深沢恵雄（元ロッテオリオンズ）
- 深沢建彦（元国鉄スワローズ）：甲府市
- 堀内恒夫（元読売ジャイアンツ監督）：甲府市
- 又木鉄平（読売ジャイアンツ）：笛吹市
- 松本哲也（元読売ジャイアンツ）：山梨市
- 村上雅則（元南海ホークス、阪神タイガース、日本ハムファイターズ、日本初のメジャーリーガー）
- 矢頭高雄（元大毎オリオンズ）
- 矢崎健治（元広島東洋カープ）
- 山根善伸（元横浜ベイスターズ）
- 山村宏樹（元阪神タイガース、大阪近鉄バファローズ、東北楽天ゴールデンイーグルス）
- 山本桂（元日本ハムファイターズ、読売ジャイアンツ）：都留市
- 四條稔（元読売ジャイアンツ、オリックス・ブルーウェーブ）
- 依田栄二（元近鉄バファローズ）
- 渡辺明貴（元横浜DeNAベイスターズ)：笛吹市
- 渡邊佑樹（元福岡ソフトバンクホークス）：富士吉田市

### 自転車競技

#### 競輪選手
- 今村俊雄（ウェイトリフティングの2004年アテネオリンピック代表選手）：塩山市
- 志村龍己（駒澤大学卒）：富士吉田市
- 藤巻昇：笛吹市
- 藤巻清志：笛吹市
- 渡邉大吾（元明治大学ラグビー部所属選手）

### その他のスポーツ選手
- 池谷悠希（バスケットボール選手）
- 乙黒拓斗（レスリング選手、自衛隊体育学校）2020年東京オリンピック金メダリスト：笛吹市
- 金子早織（元バレーボール選手、NECレッドロケッツ）：南アルプス市
- 熊谷かほ（プロゴルファー）：甲府市
- 剱持クリア（陸上競技選手〈三段跳、走幅跳〉）：山梨市
- 櫻木千華（元バスケットボール選手）
- 佐藤梓（バスケットボール選手、富士通レッドウェーブ）
- 佐藤まさみ（プロボウラー）
- 佐野稔（元フィギュアスケート選手）
- 辻知恵（元バレーボール選手、茂原アスカル）アテネオリンピック代表：甲府市
- 鶴田桂子（元バレーボール選手、久光製薬スプリングス）：櫛形町（現南アルプス市）
- 内藤香菜子（元バレーボール選手、武富士バンブー）：甲府市
- 萩原智子（元水泳選手）学生時代以降は山梨県に在住、生まれは大阪府。
- 早川大史 （バスケットボール選手、大阪エヴェッサ）
- 平野美宇 （卓球選手、2020年東京オリンピック銀メダリスト）：中央市、生まれは静岡県。
- 藤尾香織（ホッケー選手、ソニーHC BRAVIA Ladies）アテネオリンピック、北京オリンピック、ロンドンオリンピック代表：白根町（現南アルプス市）
- 藤嶋大規（カヌー選手）ロンドンオリンピック代表：富士河口湖町
- 三神八四郎（テニス選手）：甲府市
- 村松栄紀（レーシングドライバー）：櫛形町（現南アルプス市）
- 安田あとり（フリークライマー) :笛吹市
- 矢野広美（元バレーボール選手、日立武蔵）モントリオールオリンピック金メダリスト：南巨摩郡増穂町（現富士川町）
- 米満達弘（レスリング選手、自衛隊体育学校）ロンドンオリンピック金メダリスト：富士吉田市
- 渡辺一樹（オートバイレーサー）：甲府市

## 実業家
- 大久保好男（日本テレビ社長、日本テレビホールディングス社長、日本民間放送連盟会長）
- 神山茂（ジャステック創業者・元社長・会長、元情報サービス産業協会副会長）
- 北野隆春 スタンレー電気の創業者 : 笛吹市
- 小林一三（阪急グループ創業者）：韮崎市
- 田邊宗英（後楽園スタヂアム第4代社長、日本ボクシングコミッション初代コミッショナー、他）
- 根津嘉一郎（初代東武鉄道社長）：山梨市
- 早川徳次（東京地下鉄道創業者）

「のりつぐ」と読む。同姓同名で「とくじ」と読むシャープ創業者とは別人。
- 辻信太郎（サンリオ創業者、社長）
- 坂本孝（ブックオフコーポレーション創業者、会長兼CEO）
- 齊藤寛（シャトレーゼホールディングス創業者、社長）
- 西室泰三（東京証券取引所会長　元東芝会長）
- 赤尾好夫（旺文社創業者）
- 徳田昂平（元徳田商会会長、元日本証券取引所総裁、元貴族院議員、元証券取引委員会委員長）
- 小林中（初代日本開発銀行総裁）
- 雨宮敬次郎
- 小佐野賢治（実業家・国際興業グループ創業者）：東山梨郡山村（現甲州市勝沼町）
- 弦間明（資生堂元社長・現相談役）：笛吹市
- 小林宏治（元日本電気会長・社長）
- 若尾逸平
- 神戸挙一
- 佐野實（ニプロ創業者）
- 佐野嘉彦（ニプロ社長、佐野實の甥にあたる）
- 澤登拓（フレアス創業者・社長CEO）
- 志村源太郎（第4代日本勧業銀行総裁）
- 三森久実（大戸屋ホールディングス創始者）
- 渡辺浩二（中央化学創業者）

## 報道関係

### ジャーナリスト
- 中島恵 - フリージャーナリスト：都留市
- 山本美香 - フリージャーナリスト：都留市
- 島田敏男 - NHK解説委員
- 皆川豪志 - 産経新聞出版代表取締役社長、元産経新聞社会部記者

### アナウンサー・キャスター

#### NHK
（現在所属の放送局などは各人物の項目を参照すること）
- 国井雅比古 - 嘱託職を経て、現在はフリーで出演：都留市
- 菅谷鈴夏 ：都留市
- 鈴木聡彦：甲府市
- 利根川真也：北杜市
- 廣瀬雄大：南アルプス市
- 深澤健太：富士川町
- 政野光伯：甲府市
- 望月啓太：甲府市

#### 山梨放送
- 三浦実夏
- 水越千尋
- 依田智子

#### テレビ山梨
- 小田切いくみ
- 望月智 - アナウンス業務から離れた後もテレビ局員として在籍し、報道記者などを担当。

#### 県外の民放局
- 武川智美 - 毎日放送
- 小池れいあ - 新潟テレビ21

#### フリー・退職者・転職者・物故者
- 浅川初美 - 元山梨放送：甲府市
- 浅利そのみ - フリー（株式会社Tint所属）、元FM FUJI→フリー（元ボイスワークス所属）→元TOKYO FM：南アルプス市
- 遠藤麗奈 - 元山梨放送→元北海道文化放送：甲府市
- 大柴堅志 - 老人ホーム施設長、元山梨放送：北杜市
- 岡村真美子 - 元お天気キャスター・気象予報士（静岡放送、NHKに出演）、ピアニスト：甲府市
- 小俣雅子 - フリー（アップフロントクリエイト所属）、エッセイスト、元文化放送：都留市
- 高柳美枝子 - 元ブルームバーグテレビジョン東京支局リポーター→元テレビ宮崎
- 田中千尋 - 元山梨放送：笛吹市
- 土橋諒 - 元山梨放送：甲府市
- 富田智美 - 元山梨放送：大月市
- 内藤聡子 - フリー（三桂所属）、気象予報士：甲府市
- 中込真理子 - フリー（フリップアップ所属）、元山梨放送：南アルプス市
- 永野絵理佳 - 元テレビ山梨：大月市、生まれは千葉県茂原市
- 深沢弘樹 - 駒澤大学講師、元山梨放送：甲府市
- 古屋和雄 - 元NHK：富士河口湖町、育ちは富山県
- 武藤まき子 - 芸能リポーター、元中国放送＊物故者
- 村松優里香 - 元山梨放送：甲府市

## 歴史上の人物
- 春屋妙葩（しゅんおくみょうは）南北朝時代の禅僧（臨済宗）
- 武田信玄（名は晴信。）甲府生まれ。（戦国時代の大名）
- 山県大弐（やまがた だいに）江戸時代中期の尊王論者
- 鎮目惟明（しずめ これあき）江戸時代の佐渡金山奉行 - 笛吹市
- 竹居安五郎（たけいのやすごろう）江戸時代後期の甲州博徒。 - 笛吹市
- 黒駒勝蔵（くろこまのかつぞう）竹居安五郎と同じく江戸時代後期の甲州博徒で、安五郎の兄弟分。 - 笛吹市
- 結城無二三（ゆうきむにぞう）キリスト教の伝道士、新撰組元隊士：山梨市
- 田村怡与造（たむらいよぞう）（明治時代の陸軍中将、戦略家）：笛吹市

## その他
- 浅川伯教・浅川巧（あさかわ のりたか、たくみ）兄弟（朝鮮陶磁器）
- 村岡花子（『赤毛のアン』の翻訳）：甲府市
- 小澤開作 - 歯科医師、民族主義者、小澤征爾の父
- 小川正子（医師。『小島の春』（ハンセン病に関する手記））
- 志村辰弥（神父）
- ヨネヤマ・ママコ（パントマイマー）：身延町
- 米長邦雄（日本将棋連盟会長、元・将棋棋士、永世棋聖）
- 風間深志（冒険家）：山梨市
- 小川修司 - アウトドアアドバイザー
- 古屋佳奈子（日本プロ麻雀協会、プロ麻雀士）
- 水上颯 (クイズプレイヤー)
- 神戸勝彦（フジテレビ・料理の鉄人のイタリアンの鉄人）：山梨市

### 架空の人物
出身が山梨県であるが、物語の舞台が山梨県でない人物と作品のみ記述する。太字は作品の主人公。物語の舞台が山梨県の人物については山梨県#山梨県を舞台とした作品に記載されている各項目を参照。
- 真田遼（『鎧伝サムライトルーパー』）
- 凡田夏之介（『グラゼニ』）
- ゆの（『ひだまりスケッチ』）
- 一柳梨璃（『アサルトリリィ BOUQUET』）
- 灰原二郎 （『DAYS』）
- 輿水幸子 （『アイドルマスター シンデレラガールズ』）
- 柊志乃（『アイドルマスター シンデレラガールズ』）
- 冬美旬（『アイドルマスターsideM』）
- 安西ときわ（『ミュークルドリーミー』）
- 武田美千留（『ハイスクール・フリート』）
- 小笠原光（『ハイスクール・フリート』）

## 山梨県にゆかりのある人物
- 日本武尊（ヤマトタケルノミコト） - 甲斐国の酒折宮に立ち寄り、「新治筑波を過ぎて幾夜か寝つる」の歌を詠む。
- 日蓮（日蓮宗の宗祖）千葉県小湊生まれ。身延山久遠寺を開山
- 柳沢吉保　江戸中期の幕府老中、甲府藩主。甲斐源氏武田氏の流れを汲む。
- 樋口一葉（小説家）東京生まれ。両親が山梨県出身
- 長崎幸太郎（政治家）第62代山梨県知事。東京生まれ、母親が市川三郷町出身。
- ポール・ラッシュ（清泉寮：キープ協会（清里高原））アメリカ合衆国ケンタッキー州出身
- 深田久弥（ふかだ きゅうや）石川県生まれ。『日本百名山』著者。山梨県の茅ヶ岳が終焉の地となった。
- 太宰治（小説家）青森県生まれ。御坂峠にある天下茶屋に逗留。甲府市在住の石原美知子と結婚し、甲府市旧御崎町に住んだ。
- 金田一春彦（言語学者・国語学者）東京生まれ。山梨県北杜市に「北杜市金田一春彦記念図書館」がある。
- 辻邦生（小説家）
- 3代目三遊亭圓歌（本名：中沢信夫、日蓮宗身延山久遠寺で修行し僧名：本遊院圓法日信）
- 平山郁夫（日本画家）広島県生まれ。山梨県北杜市に「平山郁夫シルクロード美術館」がある。
- 大山倍達（空手家）山梨航空技術学校（現日本航空高等学校）卒業。朝鮮全羅北道金堤市出生。
- 小澤征爾（クラシック音楽・指揮者）満洲国奉天市生まれ。父・小澤開作（歯科医）は山梨県出身。
- 柳生博（俳優）茨城県生まれ。山梨県北杜市大泉町に居住。「八ヶ岳倶楽部」を開設。
  - 二階堂有希子（声優： アニメ 『ルパン三世』の第一作の峰不二子の声）東京都生まれ。柳生の妻。
- 小澤亜李（声優）東京都出身。祖父が山梨県出身。
- 田中泯（たなか みん：舞踊家）東京生まれ。山田洋次監督の映画『たそがれ清兵衛』に出演。
- いしだ壱成（俳優）東京都出身。幼少期に山梨県に一時在住。
- 木村東吉（男性ファッションモデル・アウトドアアドバイザー）大阪府出身。河口湖在住。
- 岸ユキ（女優・タレント）兵庫県芦屋市出身。東京の自宅のほか山梨県韮崎市の別宅に居を構え、農作業にいそしむ。
- ジョージ・タケイ（俳優：スタートレック宇宙大作戦）ロサンゼルス生まれ。父が山梨県出身
- 宮崎駿（アニメ監督）東京都生まれ。母が山梨県出身
- 篠原哲雄（映画監督）東京都生まれ。父が甲斐市出身
- 田原可南子（グラビアアイドル）東京都生まれ。父が田原俊彦。
- 綾小路きみまろ（漫談家）鹿児島県曽於郡松山町出身。河口湖在住。
- 矢崎滋（俳優） 東京都生まれ。父の矢崎源九郎（言語学者、翻訳家）が山梨県出身。
- 川島令三（鉄道アナリスト） 兵庫県芦屋市生まれ。上野原市在住
- 大月悠祐子（漫画家）東京都生まれ。父の吉沢やすみが山梨市出身。
- 松岡功（実業家）兵庫県生まれ、松岡辰郎の息子で、祖父の小林一三が巨摩郡（現韮崎市）出身
  - 松岡修造（元テニス選手）東京都生まれ、功の次男
  - 小林公一（阪急阪神HD、大阪府出身）母の小林喜美（功の姉）、修造のいとこ
- 鳥井信一郎（サントリー相談役）、小林一三の次女・鳥井春子の子、修造の従父
- 川上健一（小説家）青森県生まれ。大泉村（現北杜市）に移住
- 木根尚登（音楽家）日本大学明誠高等学校卒業。東京都立川市出身。
- 河西智美（アイドル・元AKB48）東京都出身、小学校5・6年時に県内居住
- 布川敏和（元シブがき隊）神奈川県川崎市出身。祖母が北都留郡棡原（現上野原市）出身
  - 布川隼汰（俳優）東京都出身。布川の長男
- 布川智子（元アイドル）布川の妹、隼汰の叔母
- 橋本聖子（参議院議員）。元スピードスケート及び自転車競技で、オリンピック出場。北海道出身。富士急行元社員。
- 渡邊ゆかり（女子競輪選手、元スピードスケート五輪代表選手。北海道稚内市出身。スピードスケート選手時代に富士急行に所属。競輪選手としても当県登録）
- ハーフナー・マイク（プロサッカー選手） 広島県生まれ。ヴァンフォーレ甲府でプレーした。また元夫人が甲府市出身。
- 三浦祐太朗（俳優・歌手）東京都生まれ。父の三浦友和が塩山市（現甲州市）出身。
- 三浦貴大（俳優）祐太朗の弟。
- 宮沢氷魚 (俳優・ファッションモデル）アメリカ合衆国カリフォルニア州サンフランシスコ生まれで東京都出身。父の宮沢和史が甲府市出身。
- 鈴木聡美（水泳選手）福岡県生まれ。ロンドンオリンピックで3個のメダルを獲得。山梨学院大学出身。
- 上田誠仁 （陸上競技指導者） 香川県生まれ。
- 斉藤和義（シンガーソングライター）山梨学院大学中退。栃木県下都賀郡壬生町出身。
- 山本徳郁（総合格闘家）山梨学院大学中退。大学選手権優勝。神奈川県川崎市出身。
- 河野公平（プロボクサー）東京都生まれ。WBA世界スーパーフライ級王座2度獲得。父が南アルプス市【旧中巨摩郡櫛形町】出身で、自身の本籍地も南アルプス市に置いている[3]。
- 木田優夫（北海道日本ハムファイターズGM補佐）石川ミリオンスターズ投手。日本大学明誠高等学校卒業。東京都国分寺市出身。
- 八木智哉（中日ドラゴンズ投手）日本航空高等学校卒業。神奈川県横浜市保土ケ谷区出身。
- 明石健志（福岡ソフトバンクホークス）山梨学院大学付属高等学校卒業。北海道旭川市出身。
- 内村賢介（横浜DeNAベイスターズ）山梨学院大学付属高等学校卒業。東京都大田区出身。
- 村中恭兵（東京ヤクルトスワローズ投手）東海大学甲府高等学校卒業。神奈川県愛川町出身。
- 高橋周平（中日ドラゴンズ内野手）東海大学甲府高等学校卒業。神奈川県藤沢市出身。
- 渡邉諒（北海道日本ハムファイターズ）東海大学甲府高等学校卒業。茨城県土浦市出身。
- 白崎凌兵（清水エスパルス）山梨学院大学付属高等学校卒業。東京都調布市出身。
- 薬袋美穂子（テレビレポーター）ルーツが山梨県。東京都出身。
- 薬袋善郎（予備校講師、実業家）ルーツが山梨県。
- 薬袋秀樹（学者）ルーツが山梨県。兵庫県出身。
- 里見浩太朗（俳優）父が南巨摩郡南部町井出出身。静岡県富士宮市出身。
  - 佐野圭亮（俳優）里見浩太朗の長男。京都府京都市出身。
- 佐野浅夫（俳優）里見浩太朗の又従兄。神奈川県横浜市保土ケ谷区出身。
- 石原慎太郎（政治家・作家）先祖が甲斐国の武士。兵庫県神戸市須磨区出身。
  - 石原伸晃（慎太郎の長男）
  - 石原良純（慎太郎の次男）
  - 石原宏高（慎太郎の三男）
  - 石原延啓（慎太郎の四男）
- 石原裕次郎（俳優）慎太郎の弟。
- 岸浩太郎（元歌手・俳優）父が中巨摩郡敷島町、母が甲府市飯田町出身。先祖代々の墓は甲府市内の旭栖院にある
- Taka（歌手）父（森進一）が甲府市出身。東京都渋谷区出身。
- 森内寛樹（歌手）上記のTaka同様に父（森進一）が甲府市出身。東京都渋谷区出身。
- 今中大介（元自転車ロードレース選手）妻が山梨県出身で、現役引退後に甲府市に移住し、県内で会社を経営[4]。広島県広島市安佐北区出身。
- 武藤愛莉（タレント）父の武藤敬司が富士吉田市出身。神奈川県出身。
- 小栗有以（AKB48）祖母が山梨県出身。東京都出身。
- 三笘薫（サッカー日本代表）妻の剱持クリアが山梨市出身。大分県生まれ、神奈川県川崎市宮前区出身。
- 島津有理子（元NHKアナウンサー）NHKアナウンサー時代の初任地がNHK甲府放送局。新潟県生まれ。
- 横井健吉（NHKアナウンサー）初任地が甲府局。東京都出身。
- 原大策（NHKアナウンサー）初任地が甲府局。千葉県出身。
- 森花子（NHKアナウンサー）初任地が甲府局。千葉県出身。
- 武本大樹（NHKアナウンサー）初任地が甲府局。広島市出身。